# Radeon R200
La R200 è la seconda generazione di GPU utilizzate nelle schede video Radeon sviluppate da ATI Technologies.
Questa GPU presenta un'accelerazione 3D basata su Microsoft Direct3D 8.1 e OpenGL 1.3, un importante miglioramento in termini di funzionalità e prestazioni rispetto al precedente design Radeon R100. "R200" si riferisce al nome in codice di sviluppo della GPU della generazione inizialmente rilasciata.

## Architettura
L'hardware 3D di R200 è costituito da 4 pipeline, ciascuna con 2 unità di campionamento delle texture. Dispone di 2 unità vertex shader e un'unità TCL Direct3D 7 legacy, commercializzata come Charisma Engine II. È la prima GPU di ATI con processori pixel e vertex programmabili, denominata Pixel Tapestry II e conforme a Direct3D 8.1. R200 ha un hardware avanzato per il risparmio della larghezza di banda della memoria e la riduzione dell'overdraw chiamato HyperZ II che consiste nell'eliminazione dell'occlusione (Z gerarchica), cancellazione veloce e compressione dello z-buffer.
La GPU è dotata di doppia uscita display (HydraVision) ed è dotata di un motore di decodifica video (Video Immersion II) con deinterlacciamento hardware adattivo, filtraggio temporale, compensazione del movimento e iDCT.
R200 ha introdotto la versione 1.4 (PS1.4) del pixel shader, un miglioramento significativo delle precedenti specifiche PS1.x.
Anche le capacità di filtraggio delle texture di R200 sono migliorate rispetto al suo predecessore. Per il filtraggio anisotropico, Radeon 8500 utilizza una tecnica simile a quella utilizzata in R100, ma migliorata con il filtraggio trilineare e alcuni altri perfezionamenti. La serie GeForce4 Ti NVIDIA offriva un'implementazione anisotropica più accurata, ma con un maggiore impatto sulle prestazioni.
R200 ha la prima implementazione di ATI di un motore di tassellazione con accelerazione hardware, chiamato Truform, che può aumentare automaticamente la complessità geometrica dei modelli 3D. La tecnologia richiede il supporto degli sviluppatori e non è pratica per tutti gli scenari visto che può arrotondare in modo indesiderato i modelli. Come risultato di un'adozione molto limitata, ATI ha abbandonato il supporto TruForm dal suo hardware futuro.

## Prestazioni
La più grande delusione al momento dell'uscita sul mercato della Radeon 8500 sono state le prime versioni dei driver. Al momento del lancio, le prestazioni della scheda erano inferiori alle aspettative e inoltre presentava numerosi difetti software che causavano problemi con i giochi. Il supporto antialiasing del chip funzionava solo in Direct3D ed era molto lento.
Diversi siti di recensioni hardware hanno rilevato anomalie nei test di gioco effettivi con la Radeon 8500. Ad esempio, ATI rilevava l'eseguibile "Quake3.exe" e forzava la qualità del filtraggio delle texture a un livello molto più basso di quello normalmente prodotto dalla scheda, presumibilmente per migliorare le prestazioni. HardOCP è stato il primo sito Web di recensioni hardware a portare il problema alla comunità e ha dimostrato la sua esistenza rinominando tutte le istanze di "Quake" nell'eseguibile in "Quack".
Successivamente, gli aggiornamenti dei driver hanno contribuito a colmare ulteriormente il divario di prestazioni tra l'8500 e la NVIDIA Ti500, mentre la 8500 era anche significativamente meno costosa e offriva funzionalità multimediali aggiuntive come il supporto per doppio monitor. Sebbene la GeForce3 Ti200 sia diventata la prima scheda DirectX 8.0 a offrire 128 MB di memoria video, invece dei comuni 64 La norma MB per le schede di fascia alta dell'epoca, si è scoperto che i limiti della GeForce3 le impedivano di trarne pieno vantaggio, mentre la Radeon 8500 era in grado di sfruttare con maggiore successo quel potenziale.

## Schede

### Radeon 8500/8500 LE/9100

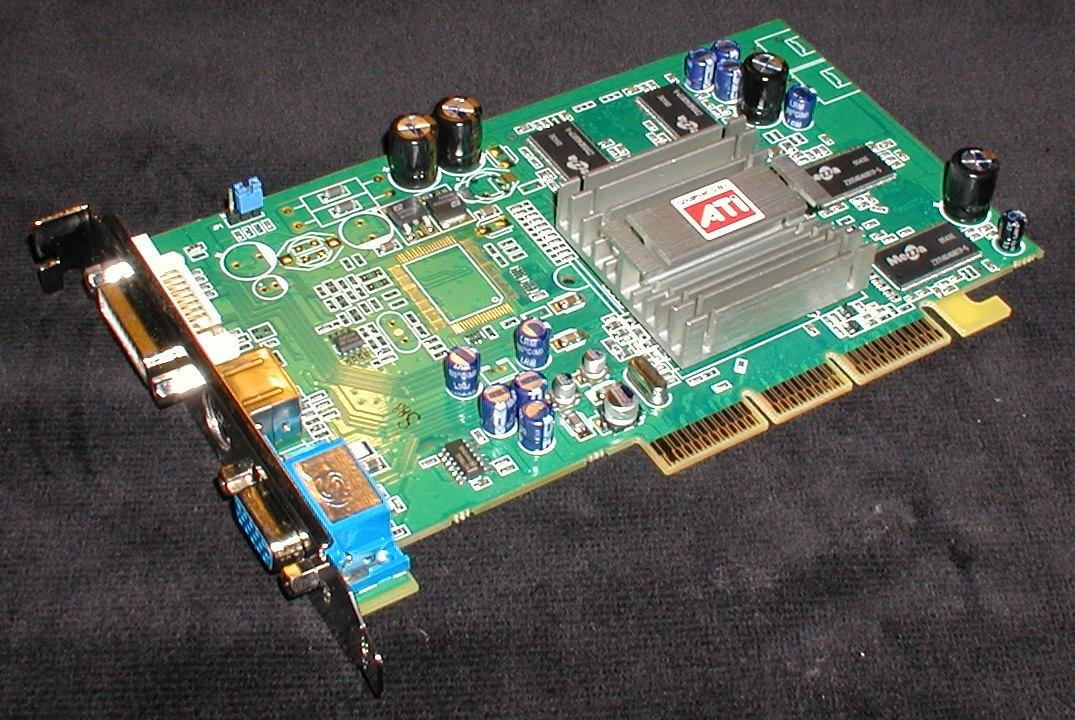
Sapphire ATI Radeon 9250

La prima scheda ATI basata su R200 è stata la Radeon 8500, lanciata nell'ottobre 2001. All'inizio del 2002, ATI ha lanciato la Radeon 8500 LE (ripubblicata in seguito come Radeon 9100), un chip identico con una velocità di clock inferiore e una memoria più lenta. Considerando che l'8500 completo è stato registrato a 275 MHz core e 275 MHz RAM, l'8500LE ha un clock più conservativo a 250 MHz per il core e 200 o 250 MHz per la RAM. Entrambe le schede video sono state rilasciate per la prima volta in configurazioni 64 MB DDR SDRAM; le successive schede Radeon 8500 da 128 MB hanno ricevuto un piccolo aumento delle prestazioni derivante da una modalità di interleave della memoria.
Nel novembre 2001 è stata rilasciata la All-In-Wonder Radeon 8500 DV, con 64 MB e una velocità di clock inferiore come la 8500 LE. Nel 2002 sono state lanciate tre schede da 128 MB, la Radeon 8500, 8500 LE e la All-In-Wonder Radeon 8500 128 MB, che aveva un clock a 8500 velocità complete ma aveva meno funzionalità relative ai video rispetto all'AIW 8500 DV. ATI ha affermato che la velocità di clock inferiore per l'8500DV era dovuta all'interfaccia FireWire.
Alla fine del 2002, la Radeon 9100 è stata annunciata per soddisfare la forte domanda del mercato di prodotti basati sull'architettura R200.

### Radeon 8500 XT (annullata)
Un chip aggiornato, la Radeon 8500 XT (R250) era previsto per una versione a metà del 2002, per competere con la linea GeForce4 Ti, in particolare la linea di punta Ti4600 (che è stata venduta al dettaglio per un prezzo consigliato di 350-399 USD). Le informazioni sul prerelease hanno pubblicizzato un 300 MHz core e velocità di clock RAM per il chip "R250".
Una Radeon 8500 che gira a 300 Le velocità di clock in MHz difficilmente avrebbero sconfitto la GeForce4 Ti4600, per non parlare di una scheda più recente di NVIDIA. Nella migliore delle ipotesi avrebbe potuto essere una soluzione di fascia media con prestazioni migliori rispetto alla Radeon 9000 a complessità inferiore (RV250, vedi sotto), ma sarebbe stata anche più costosa da produrre e non sarebbe stata adatta al doppio laptop/desktop della Radeon 9000 ruoli a causa delle dimensioni del dado e dell'assorbimento di potenza. In particolare, gli overclocker hanno scoperto che Radeon 8500 e Radeon 9000 non potevano overclockare in modo affidabile a 300 MHz senza tensione aggiuntiva, quindi indubbiamente l'R250 avrebbe avuto problemi simili a causa della sua maggiore complessità e tecnologia di produzione equivalente, e ciò avrebbe comportato una scarsa resa del chip e, quindi, costi più elevati.
ATI, forse memore di quello che era successo a 3dfx quando hanno distolto l'attenzione dal loro processore "Rampage", ha abbandonato l'aggiornamento dell'R250 a favore di finire la loro scheda DirectX 9.0 di prossima generazione che è stata rilasciata come Radeon 9700. Questa si è rivelata una mossa saggia, in quanto ha consentito ad ATI di prendere il comando nello sviluppo per la prima volta invece di seguire NVIDIA. La nuova ammiraglia Radeon 9700, con la sua architettura di nuova generazione che le conferisce caratteristiche e prestazioni senza precedenti, sarebbe stata superiore a qualsiasi aggiornamento della R250 e ha facilmente preso la corona delle prestazioni dalla Ti4600.

### Radeon 9000

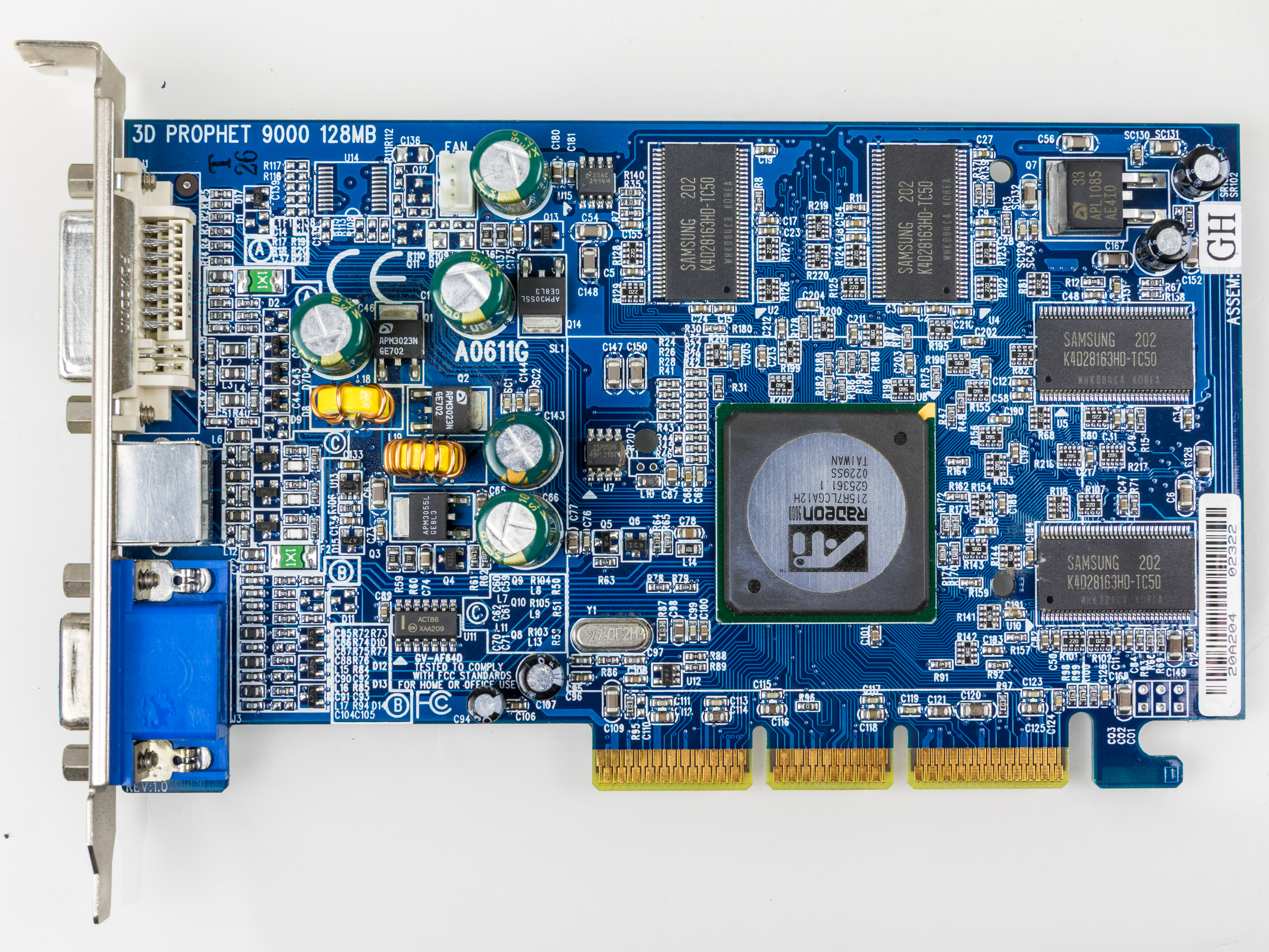
Scheda video Hercules 3D Prophet 9000

La Radeon 9000 (RV250) è stata lanciata insieme alla Radeon 9700. La 9000 è succeduta alla Radeon 7500 (RV200) nel segmento di mercato mainstream, con quest'ultima spostata nel segmento budget. Questo chip è stato una riprogettazione significativa dell'R200 per ridurre i costi e il consumo di energia. Tra l'hardware rimosso c'è una delle due unità texture, la funzione "TruForm", Hierarchical-Z, l'unità DirectX 7 TCL e uno dei due vertex shader.
Nei giochi, la Radeon 9000 si comporta in modo simile alla GeForce4 MX 440. Il suo principale vantaggio rispetto all'MX 440 era che aveva un'implementazione completa di DirectX 8.1 vertex e pixel shader. Sebbene il 9000 non fosse veloce come l'8500LE o la Nvidia GeForce3 Ti200, l'8500LE e il Ti200 dovevano essere sospesi, sebbene il primo fosse reintrodotto a causa della forte domanda del mercato.

### Radeon 9200

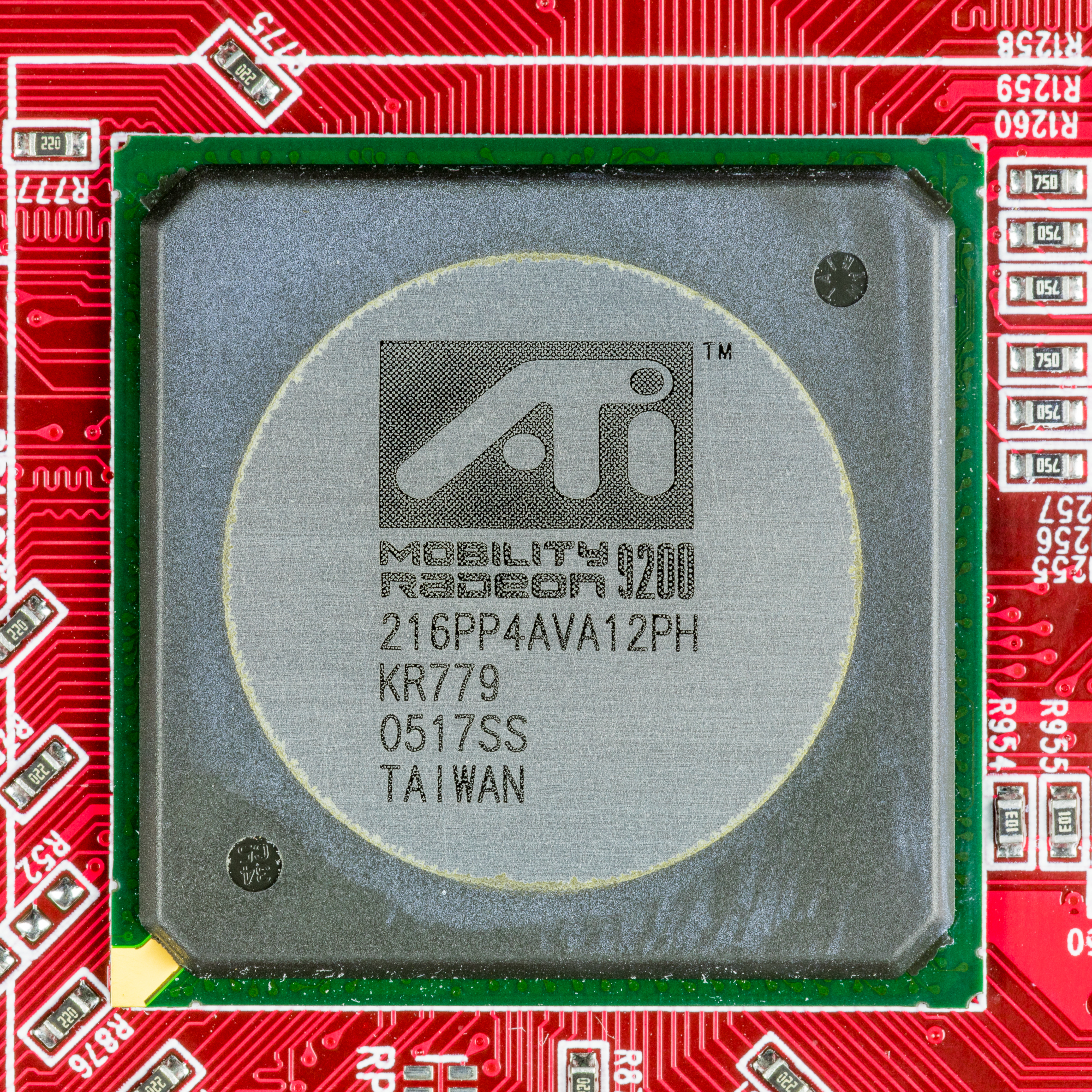
ATI Mobility Radeon 9200

Una revisione successiva della 9000 è stata la Radeon 9200 (RV280) rilasciata il 16 aprile 2003, che oltre a supportare AGP 8X, era identica. C'era anche una versione più economica, la 9200SE, che aveva una velocità di clock inferiore del 20% e aveva un bus di memoria a soli 64 bit. Un'altra scheda, chiamata Radeon 9250, è stata lanciata nel luglio 2004, essendo semplicemente una RV280 con clock leggermente inferiore.
ATI aveva rinominato i suoi prodotti nel 2001, con l'intenzione che la serie 7xxx indicasse le capacità di DirectX 7.0, 8xxx per DirectX 8.1 e così via. Tuttavia, nominando la Radeon 9000/9200, che aveva solo funzionalità di rendering DirectX 8.1, ATI le ha pubblicizzate come "compatibili con DirectX 9.0" mentre la Radeon 9700 con specifiche DirectX 9.0 era "conforme a DirectX 9.0".

## Versioni per laptop
La Mobility Radeon 9000 è stata lanciata all'inizio dell'estate 2002 ed è stato il primo chip per laptop DirectX 8. Ha superato le prestazioni della nVidia GeForce 2 Go basata su DirectX 7 ed era più ricco di funzionalità rispetto alla GeForce 4 Go.
Successivamente è seguita anche una Mobility Radeon 9200, derivata dalla desktop 9200. La Mobility Radeon 9200 è stata utilizzata anche in molti laptop Apple, incluso l'Apple iBook G4.

## Driver

### Sistemi operativi relativi Unix-like
I driver open source X.org/Mesa supportano quasi tutte le funzionalità fornite dall'hardware R200. Vengono forniti per impostazione predefinita sulla maggior parte dei sistemi BSD e dei sistemi Linux. Supportata inizialmente dei driver Fglrx, i successivi driver ATI Catalyst non offrono supporto per alcun prodotto con architettura R500 o precedente.
Il Mac mini basato su PowerPC e l'iBook G4, che girano su Mac OS X, sono stati forniti con GPU Radeon 9200; gli ultimi sistemi Power Mac G4 "Mirrored Drive Door" avevano le schede 9000 e 9000 Pro disponibili come opzione BTO.

### Windows
Questa serie di schede grafiche Radeon è supportata da AMD nei sistemi operativi Microsoft Windows, inclusi Windows XP (tranne x64), Windows 2000, Windows Me e Windows 98. Altri sistemi operativi potrebbero avere il supporto sotto forma di un driver generico che manca del supporto completo per l'hardware. Lo sviluppo dei driver per la linea R200 si è concluso con i driver Catalyst 6.11 per Windows XP.

### Mac OS classico
La Radeon 9250 è stata l'ultima scheda ATI a supportare ufficialmente Mac OS 9.

### AmigaOS
La serie R200 di schede grafiche Radeon è supportata dal sistema operativo Amiga, Release 4 e successive. La grafica 2D è completamente supportata da tutte le schede della famiglia, con il supporto dell'accelerazione 3D per le schede della serie 9000, 9200 e 9250.

### MorphOS
La serie R200 di schede grafiche Radeon è supportata da MorphOS.